# Peter Talbot

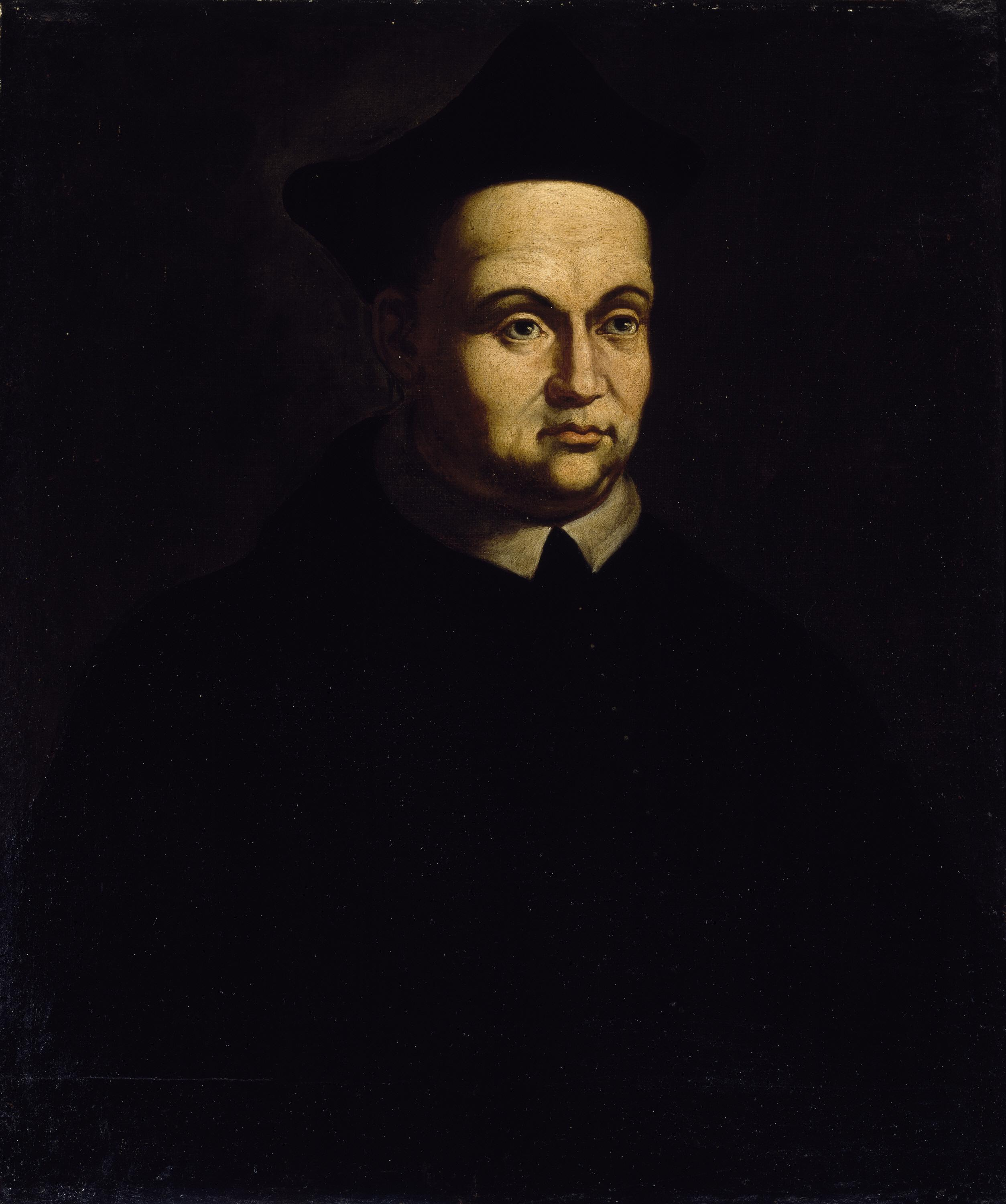
Retrato de Peter Talbot, 1660. Se encuentra en el Castillo de Malahide.

Peter Talbot fue un religioso y escritor nacido en Dublín en 1620 de ilustre familia originaria de Inglaterra.

## Biografía
Hizo sus estudios en Portugal en el colegio de los Jesuitas, y habiendo tomado el hábito de la Compañía de Jesús, fue ordenado sacerdote en Roma y profeso la teología moral en Amberes.
Según Robert Southwell, nacido en Norfolk, quien entró en los jesuitas de Roma y llegó a prefecto del colegio inglés, para regresar a Inglaterra como misionero, Talbot fue acusado de complicidad con el papado o complot papista, respondiendo con calma y coraje a todas las acusaciones capciosas que se le hacían, permaneciendo de 1678 a 1680 en el castillo de Dublín, y que Talbot salió de la Compañía de Jesús "justis causi", sin dejar por eso de serla muy afecto.
El Papa Clemente IX (1600-1669), sucesor de Alejandro VII en 1667, a Talbot le alzó a la silla de Dublín, en cuya diócesis se hizo generalmente querer y pasaba por más competente político que erudito teólogo, pero sus obras de controversias no dejan de tener mérito, como las siguientes: "Tratado de la naturaleza de la fe y de la herejía", Amberes, 1657, en-8.º; Catecismo histórico, 1658 en-4.º; "Nulidad del clero protestante", Bruselas, 1658, en _8.º; "Tratado de la religión y del gobierno", Gante, 1658, en-8.º; "Refutación de los principios del protestantismo contra Stillingfleet", Londres, 1673, en-4.º; "Carta pastoral a los católicos de Irlanda", Paría, 1674, en-8.º; "Remedio contra el ateismo y la herejia", París, 1674, en-4.º; "Historia de los iconoclastas", París, 1678, en-8.º; "Historia del maniqueísmo y del pelagianismo", 1675, en-4.º; "Blacklonae haeresis, olim in Pelagio et Manicheis..", Gante, en-4.º.
También, Talbot, compuso muchas obras, que no han sido impresas, según el testimonio de su biógrafo, Tarabaud.

## Obras
- Las citadas